# Ategumia matutinalis
Ategumia matutinalis là một loài bướm đêm thuộc họ Crambidae. Nó được tìm thấy ở Trung Mỹ, Nam Mỹ và Antilles, bao gồm Puerto Rico, Trinidad, Guyana thuộc Pháp, Ecuador và Jamaica. Nó được du nhập vào Hawaii để khống chế loài Clidemia hirta, du các nhà nghiên cứu cho rằng chúng là loài Ategumia ebulealis du nhập.
Ấu trùng ăn các loài Heterotrichum cymosum và Clidemia, bao gồm Clidemia hirta. Chúng cuộn lá làm tổ.